# دان نيل
دان نيل (بالإنجليزية: Dan Neal)‏ هو لاعب كرة قدم أمريكية أمريكي، ولد في 30 أغسطس 1949 في كوربن في الولايات المتحدة.

## وصلات خارجية
- دان نيل على موقع مرجع كرة القدم المحترفة.كوم (الإنجليزية)